# Louis Yamaguchi
Louis Yamaguchi (født 28. maj 1998) er en japansk fodboldspiller.

## Landsholdskarriere
Han var en del af Japans trup ved U/20 VM i fodbold 2017.